# A Brit Antarktiszi Terület címere

A Brit Antarktiszi Terület címere

A Brit Antarktiszi Terület címere egy fehér színű pajzs, felül egy vörös színű háromszöggel, amelyen egy fáklya világít. A fehér mezőt három kék hullámos sáv keresztezi. A pajzsot egy oroszlán és egy pingvin tartja. Az oroszlán zöld dombon, a pingvin jégtáblán áll. Itt olvasható a mottó is aranyszínű szalagon: „Research and Discovery” (Kutatás és felfedezés). A pajzs felett egy sisak és vitorlás hajó látható.